# Razambek Jamalov

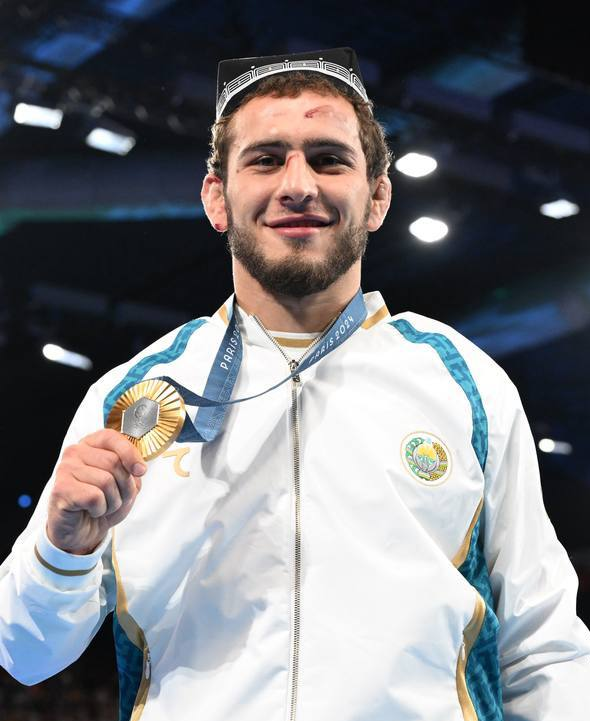
Jamalov med sin OS-guldmedalj 2024.

Razambek Salambekovitch Jamalov, född den 1 juni 1998 i Chasavjurt i Dagestan i Ryssland, är en uzbekisk brottare. 
Vid olympiska sommarspelen 2024 vann Jamalov guld i 74 kg-klassen efter att ha vunnit finalen mot Daichi Takatani på fall.